# Contea di Linkou
La contea di Linkou (林口县S, Línkǒu XiànP) è una contea della Cina, situata nella provincia di Heilongjiang e amministrata dalla prefettura di Mudanjiang.